# Ledra dilatifrons
Ledra dilatifrons är en insektsart som beskrevs av Walker 1857. Ledra dilatifrons ingår i släktet Ledra och familjen dvärgstritar. Inga underarter finns listade i Catalogue of Life.